# Route nationale 1154
La route nationale 1154 ou RN 1154 est une route nationale française située dans le département d'Eure-et-Loir, reliant la RN 154 (à la limite entre Lèves et Poisvilliers) à la RN 123 et à l'ancienne route nationale 23 déclassée en D 923 (Amilly) par le contournement de la ville de Chartres dans sa partie nord-ouest.

## Communes traversées
Les trois communes traversées dans le département sont :
- Lèves ;
- Mainvilliers ;
- Amilly.

## Itinéraire
- Extrémité nord-est N 154
- Intersection avec l'ancienne N 306, déclassée en D 306
- Carrefour giratoire entre D 105 et D 339.11 : Lèves, Mainvilliers
  -  : Parking (sens Lèves-Amilly)
- RD 839 : Mainvilliers, Chartres, Bailleau-l'Évêque, Châteauneuf-en-Thymerais, Verneuil-sur-Avre
- RD 24 : Mainvilliers, Saint-Aubin-des-Bois
- Carrefour giratoire  : Mainvilliers
  -  Parking poids lourds (dans les deux sens)
- Carrefour giratoire entre D 923, RD 7023 et N 123 : Lucé, Chartres, Amilly, Nogent-le-Rotrou, Le Mans, Tours, Orléans, Paris